# ГЕС Форт Лоудон
ГЕС Форт-Лоудон — гідроелектростанція у графстві Лаудон, штат Теннессі, Сполучені Штати Америки.

## Розташування

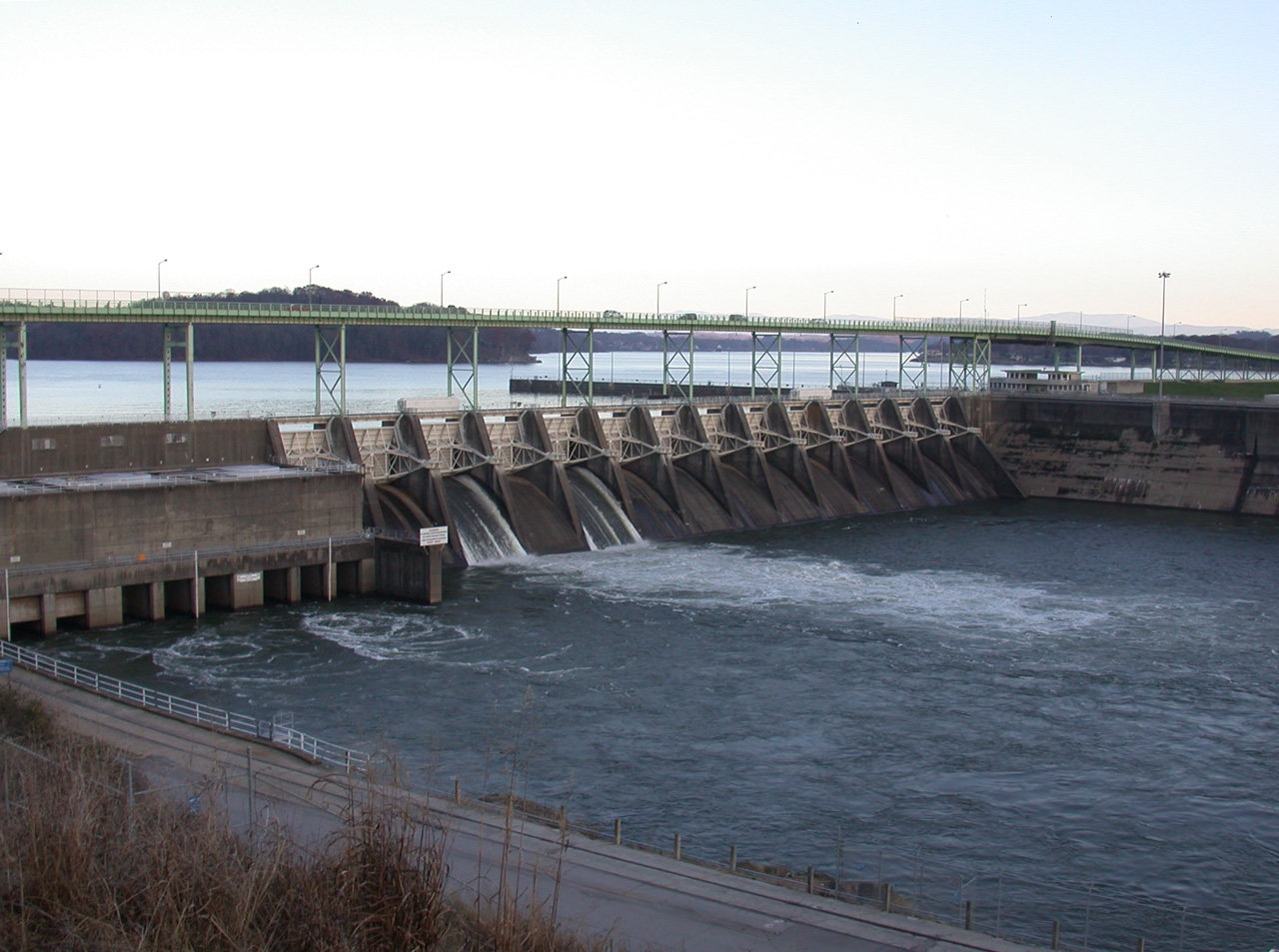

Знаходячись перед ГЕС Воттс-Бар, становить верхній ступінь каскаду на річці Теннессі, яка дренує Велику долину у Південних Аппалачах та після повороту на північний захід впадає ліворуч до Огайо, котра в свою чергу є лівою притокою Міссісіпі (басейн Мексиканської затоки). При цьому вище по сточищу від ГЕС Форт-Лоудон працюють електростанції на витоках Теннессіс — ГЕС Дуглас та ГЕС Черокі.

## Опис

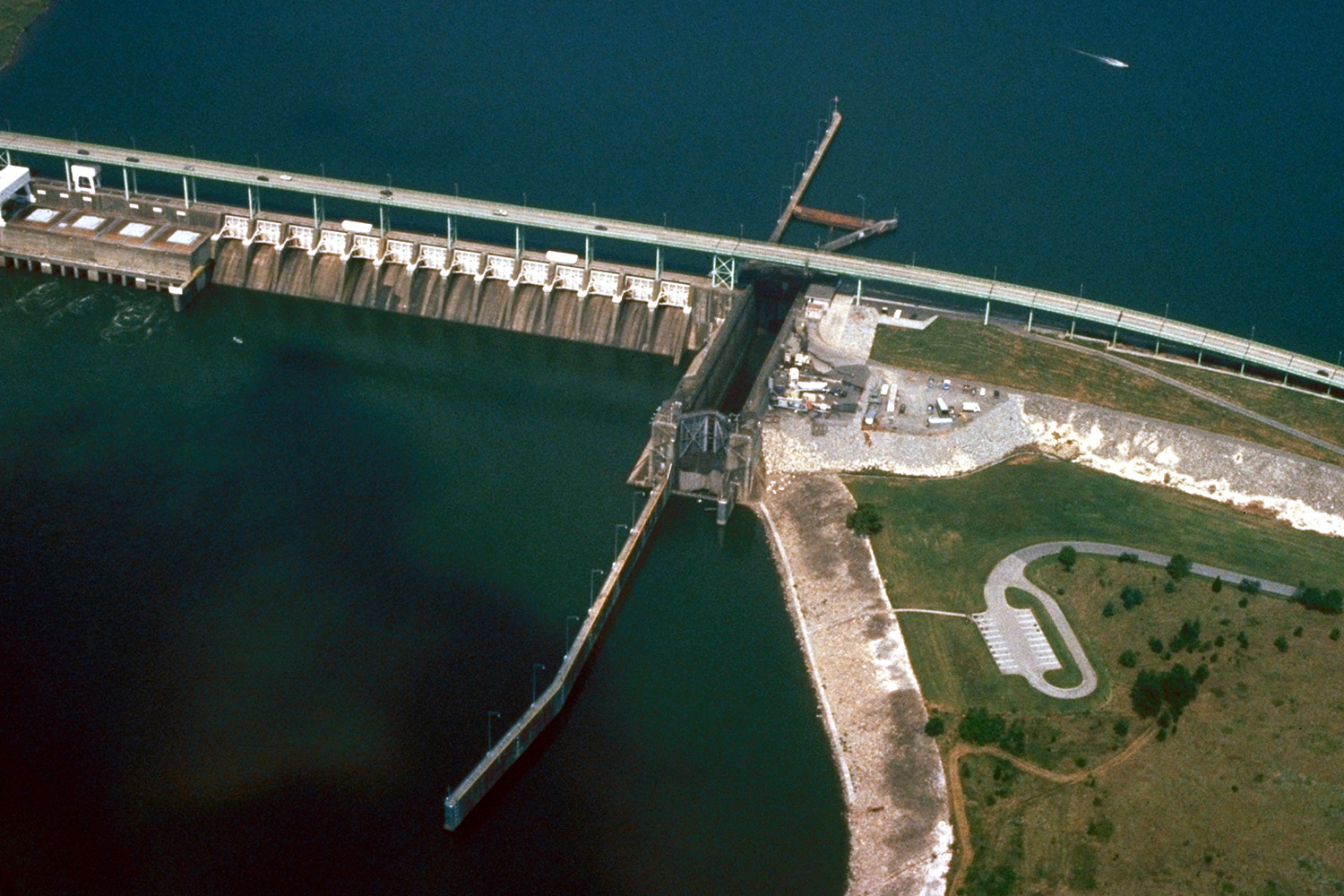

В межах проекту Форт-Лоудон річку, за пару кілометрів вище від впадіння великої лівої притоки Літтл-Теннессі, перекрили бетонною гравітаційною греблею висотою 37 метрів та довжиною 1277 метрів, яка потребувала 445 тис. м3 бетону та включає судноплавний шлюз з розмірами камери 110х18 метрів. Гребля утримує витягнуте по долині річки на 89 км водосховище з площею поверхні 59 км2 та об'ємом 477 млн м3, в якому припустиме коливання рівня у операційному режимі між позначками 246 та 247,8 метра НРМ. Об'єм у 137 млн м3 може використовуватись для протиповеневих заходів.
Крім того, за три з половиною десятиліття після спорудження комплексу Форт-Лоудон, у 1979-му, зазначену вище Літтл-Теннессі незадовго до устя перекрили комбінованою греблею Телліко. Ця споруда включає бетонну ділянку висотою 39 метрів та довжиною 165 метрів і земляну частину висотою 32 метри та довжиною 841 метр, крім того, для закриття сідловин на лівобережжі знадобились дві допоміжні земляні дамби довжиною 143 метри та 107 метрів. Разом вони утримують витягнуте по долині річки на 53 км водосховище з площею поверхні 63 км2 та об'ємом 552 млн м3, з яких 156 млн м3 використовуються для протиповеневих заходів. Сховища Телліко та Fort Loudon з'єднані між собою каналом довжиною 0,3 км, який дозволяє здійснювати навігацію по Літтл-Теннессі та передає воду з останньої для використання на гідроелектростанції.  
Інтегрований у греблю машинний зал обладнаний чотирма турбінами типу Каплан загальною потужністю 162 МВт, які використовують напір у 21 метр.